# Capenoch House
Capenoch House ist ein Herrenhaus nahe der schottischen Ortschaft Penpont in der Council Area Dumfries and Galloway. 1971 wurde das Bauwerk in die schottischen Denkmallisten in der höchsten Denkmalkategorie A aufgenommen.

## Geschichte
Das heutige Herrenhaus geht auf ein Gebäude mit quadratischem Grundriss zurück, das um 1780 entstand. Mitte des 19. Jahrhunderts erhielt Capenoch House in einer ausgedehnten Bauphase schrittweise seinen heutigen Umfang. Begonnen wurde 1847 mit der Erweiterung der Südseite. Zu den ab 1855 ausgeführten Anbauten an der Nordseite zählt auch der markante Wintergarten. Des Weiteren wurde in dieser Phase ein Flügel an der Nordwestseite ergänzt. Zuletzt 1868 wurde Capenoch House erweitert. Für die Planung zeichnet der schottische Architekt David Bryce verantwortlich.

## Beschreibung
Capenoch House liegt wenige hundert Meter südwestlich von Penpont, von dem es durch das Scaur Water, einem rechten Zufluss des Nith, getrennt ist. Das im Wesentlichen zweistöckige Gebäude ist im historistischen Scottish-Baronial-Stil gestaltet. Das Mauerwerk besteht aus rötlichen Quadersteinen, die zu einem Schichtenmauerwerk verlegt wurden. Es kragen mehrere Tourellen aus. Sämtliche Dächer sind mit Schiefer eingedeckt und die Giebel als Staffelgiebel gearbeitet. Im Inneren ist eine Holztreppe mit gedrehten hölzernen Balustern verbaut. In die Bibliotheken sind hochwertige Regale eingepasst. Die ornithologische Buchsammlung Hugh Gladstones ist einem kleineren Leseraum untergebracht.